# Ненад Јовановић
Не мешати са Ненадом Јовановићем, певачем народне музике.
Ненад Јовановић (Београд, 24. март 1973) српски је писац. Дипломирао је филмску и ТВ режију на Факултету драмских уметности у Београду, а магистрирао филмски сценарио на универзитету Јорк у Торонту. Живи у Торонту.
Добитник је Бранкове награде за књигу Фрезно, награде Бранко Миљковић за Живети на модеран и умрети на старински начин и награде Милош Црњански за Инсистирање. Један је од шесторице писаца (Саша Илић, Михајло Спасојевић, Боривоје Адашевић, Угљеша Шајтинац, Срђан В. Тешин) заступљених у зборнику Псећи век.

## Књиге
- Фрезно (1993) - песме
- (1994) - песме
- (1996) - песме
- Игњат (1997) - песме
- Бела имена (2000) - песме
- Пломбе (2001) - приче
- Болест вожње (2002) - песме
- Живети на модеран и умрети на старински начин (2004) - песме
- Инсистирање (2005) - роман
- Оглед о зиду (2006) - драме
- Лице места (2007) - песме
- Делфини (2014) - песме
- Низ гeлендер (2015) - приче
- Brechtian Cinemas: Montage and Theatricality in Jean-Marie Straub and Danièle Huillet, Peter Watkins, and Lars von Trier (2017) - студија
- Kлaсe (2018) - песме
- Обичност (2020) - изабране песме
- Kaин и Aбот, Aвељ и Kостело (2022) - песме